# Ralf Kurz
Ralf Kurz (* 26. Dezember 1961 in Zweibrücken, zeitweilig mit dem Pseudonym Freeman) ist ein deutscher Romanautor. Er lebt in Freiburg im Breisgau.

## Leben
Kurz ist in Zweibrücken zur Grundschule gegangen und legte 1981 am Hofenfels-Gymnasium sein Abitur ab. Danach ging er nach Freiburg, wo er später eine Kaufmannslehre absolvierte. Heute ist er als Geschäftsführer des  PTSV Jahn Freiburg tätig. Mehrere Jahre war er als Gitarrist und Bassist in Rock- und Bluesbands aktiv, bevor er 2004 mit dem Schreiben begann.

## Veröffentlichungen
Als wichtigste Arbeit von Ralf Kurz wird der detailreiche historische Roman Der Diplomat angesehen. Er wurde 2008 vom  Schillinger Verlag herausgebracht. ISBN 978-3-89155-343-5.
Der Autor zeichnet ein Lebensbild von Johann Christian von Hofenfels, der von 1744 bis 1787 lebte und viele Jahre im Dienst des Herzogs Karl II. August von Pfalz-Zweibrücken stand. Der Minister und Staatsmann war eine zentrale Figur bei der Schaffung des deutschen Fürstenbunds. „Obwohl er zumeist im Hintergrund wirkte, war Hofenfels maßgeblich an der Entwicklung Deutschlands (und Europas) beteiligt“, schreibt Ralf Kurz.
In der Reihe mit Kommissar Bussard erschienen fünf Kriminalromane von Ralf Kurz:
- Nicht noch einmal, Wellhöfer Verlag 2015. ISBN 978-3-95428-178-7
- Kopf oder Zahl, Wellhöfer Verlag 2014. ISBN 978-3-95428-157-2
- Tödlicher Triumph, Wellhöfer Verlag 2013. ISBN 978-3-95428-140-4
- Im Schatten der Wahrheit, Wellhöfer Verlag 2012. ISBN 978-3-95428-102-2
- Die Honigspur, Wellhöfer Verlag 2011. ISBN 978-3-939540-88-5

Fido - Die „erotische Science-Fiction-Komödie“ gibt es ab 2013 als E-Book in der Kindle-Edition.
Zwei Romane erschienen 2012 als E-Book in der Kindle-Edition:
- Das letzte Jahr der Händler
- Luzifers Poesiealbum, ein „Jugenddrama“

Zwei Romane sowie mehrere Kurzgeschichten in verschiedenen Anthologien veröffentlichte Ralf Kurz unter dem Pseudonym Freeman:
- Die Ziege im Anzug („Liebeskomödie“), Schillinger Verlag 2008. ISBN 978-3-89155-344-2
- Sdaiv - Die Entführung der Fußball-Nationalmannschaft (Kriminalroman), Schillinger Verlag 2006, ISBN 3-89155-316-1.